# المائي
المائي هو فئة جديدة من الأدوية التي تستخدم لتعزيز إخراج الماء دون فقدان المنحل الكهربائي.  بالمعنى الدقيق للكلمة، فإن المائيات ليست مدرات للماء ، ولكن يتم تصنيفها أحيانًا على هذا النحو.
يفضل استخدام مدرات الماء عند إدرار البول في علاج نقص صوديوم الدم .

## الدوائية
تزيد مدرات الماء من إخراج البول دون زيادة إفراز الصوديوم والكلوريد ، مما يؤدي إلى زيادة في البول مع الاحتفاظ بالإلكتروليتات . 

## أمثلة
يتم تصنيف عدد من الأدوية العشبية على أنها مائية، على سبيل المثال ذيل الحصان أو أوراق نبات القراص. 
الأدوية المائية الإصطناعية هي مضادات مستقبلات فاسوبريسين، مثل، كونيفابتان، تولفابتان، ديميكلوسيكلين، وموسافابتان (OPC-31260)، فضلا عن الليثيوم . تمت الموافقة على كونيفابتان هيدروكلوريد و تولفابتان من قبل إدارة الغذاء والدواء الأمريكية FDA لعلاج متلازمة الإفراز غير الملائم للهرمون المضاد لإدرار البول (SIADH).   تمت الموافقة على موسابتان في اليابان.